# Donji Striževac
Donji Striževac (szerbül Доњи Стрижевац) egy falu Szerbiában, a Piroti körzetben, a Babušnicai községben.

## Népesség
- 1948-ban 264 lakosa volt.
- 1953-ban 285 lakosa volt.
- 1961-ben 299 lakosa volt.
- 1971-ben 252 lakosa volt.
- 1981-ben 232 lakosa volt.
- 1991-ben 229 lakosa volt
- 2002-ben 259 lakosa volt, akik közül 247 szerb (95,36%), 10 roma, 1 macedón és 1 montenegrói.